# Brigitte Kraus
Brigitte Helene Kraus (ur. 12 sierpnia 1956 w Bensbergu) – niemiecka lekkoatletka specjalizująca się w biegach średnio i długodystansowych, dwukrotna uczestniczka letnich igrzysk olimpijskich (Montreal 1976, Los Angeles 1984). Wielokrotna mistrzyni Republiki Federalnej Niemiec w biegach na 800, 1500 oraz 3000 metrów, jak również w biegach przełajowych.

## Sukcesy sportowe
- dwukrotna medalistka mistrzostw RFN w biegu na 800 metrów – złota (1976) oraz srebrna (1978)[1]
- dwunastokrotna medalistka mistrzostw RFN w biegu na 1500 metrów – ośmiokrotnie złota (1976, 1978, 1979, 1981, 1983, 1985, 1986, 1987), dwukrotnie srebrna (1977, 1988) oraz dwukrotnie brązowa (1972, 1982)[2]
- ośmiokrotna złota medalistka mistrzostw RFN w biegu na 3000 metrów (1976, 1977, 1979, 1983, 1984, 1985, 1986, 1987)[3]
- czterokrotna złota medalistka mistrzostw RFN w biegu przełajowym na krótkim dystansie (1981, 1982, 1983, 1984)[4]
- trzykrotna złota medalistka halowych mistrzostw RFN w biegu na 800 metrów (1973, 1975, 1976)[5]
- jedenastokrotna złota medalistka halowych mistrzostw RFN w biegu na 1500 metrów (1974, 1976, 1977, 1978, 1979, 1980, 1982, 1983, 1984, 1985, 1988)[6]
- złota medalistka halowych mistrzostw RFN w biegu na 3000 metrów (1987)[7]

| Rok  | Miasto    | Zawody                    | Konkurencja    | Wynik         |
| ---- | --------- | ------------------------- | -------------- | ------------- |
| 1976 | Monachium | halowe mistrzostwa Europy | bieg na 1500 m | złoty medal   |
| 1978 | Mediolan  | halowe mistrzostwa Europy | bieg na 1500 m | brązowy medal |
| 1978 | Tokio     | puchar narodów            | bieg na 1500 m | 2. miejsce    |
| 1979 | Wiedeń    | halowe mistrzostwa Europy | bieg na 1500 m | 4. miejsce    |
| 1982 | Mediolan  | halowe mistrzostwa Europy | bieg na 1500 m | srebrny medal |
| 1982 | Ateny     | mistrzostwa Europy        | bieg na 3000 m | 7. miejsce    |
| 1983 | Budapeszt | halowe mistrzostwa Europy | bieg na 1500 m | złoty medal   |
| 1983 | Helsinki  | mistrzostwa świata        | bieg na 3000 m | srebrny medal |
| 1984 | Göteborg  | halowe mistrzostwa Europy | bieg na 3000 m | złoty medal   |
| 1985 | Pireus    | halowe mistrzostwa Europy | bieg na 1500 m | brązowy medal |
| 1985 | Moskwa    | puchar Europy             | bieg na 1500 m | 6. miejsce    |
| 1987 | Liévin    | halowe mistrzostwa Europy | bieg na 3000 m | brązowy medal |
| 1988 | Budapeszt | halowe mistrzostwa Europy | bieg na 1500 m | brązowy medal |

## Rekordy życiowe
- bieg na 800 metrów (hala) – 2:08,1 – Katowice 08/03/1975
- bieg na 1000 metrów – 2:33,44 – Berlin 17/08/1979
- bieg na 1000 metrów (hala) – 2:34,8 – Dortmund 19/02/1978 (rekord Niemiec; rekord świata do 07/02/1992)
- bieg na 1500 metrów – 4:01,54 – Dortmund 01/07/1978
- bieg na 1500 metrów (hala) – 4:03,64 – Pireus 03/03/1985 (rekord Niemiec)
- bieg na milę – 4:25,03 – Zurych 21/08/1985
- bieg na 3000 metrów – 8:35,11 – Helsinki 10/08/1983
- bieg na 3000 metrów (hala) – 8:53,01 – Liévin 22/02/1987